# Joe Girardi
Pour les articles homonymes, voir Girardi.
Joseph Elliott Girardi (né le 14 octobre 1964 à Peoria, Illinois) est un entraîneur et ancien joueur de baseball.
Il évolue de 1989 à 2003 à la position de receveur dans la Ligue majeure de baseball, disputant 7 de ses 15 saisons avec les Cubs de Chicago, qu'il représente au match des étoiles en 2000. Girardi fait aussi partie de 3 équipes des Yankees de New York championnes de la Série mondiale, en 1996, 1998 et 1999.
Joe Girardi est nommé gérant de l'année dans la Ligue nationale avec les Marlins de la Floride en 2006, sa seule saison à la barre de l'équipe. Il est ensuite gérant des Yankees de New York de 2008 à 2017, remportant 910 matchs en 10 ans et menant le club vers la conquête d'un 27e titre, remporté en Série mondiale 2009.

## Carrière de joueur

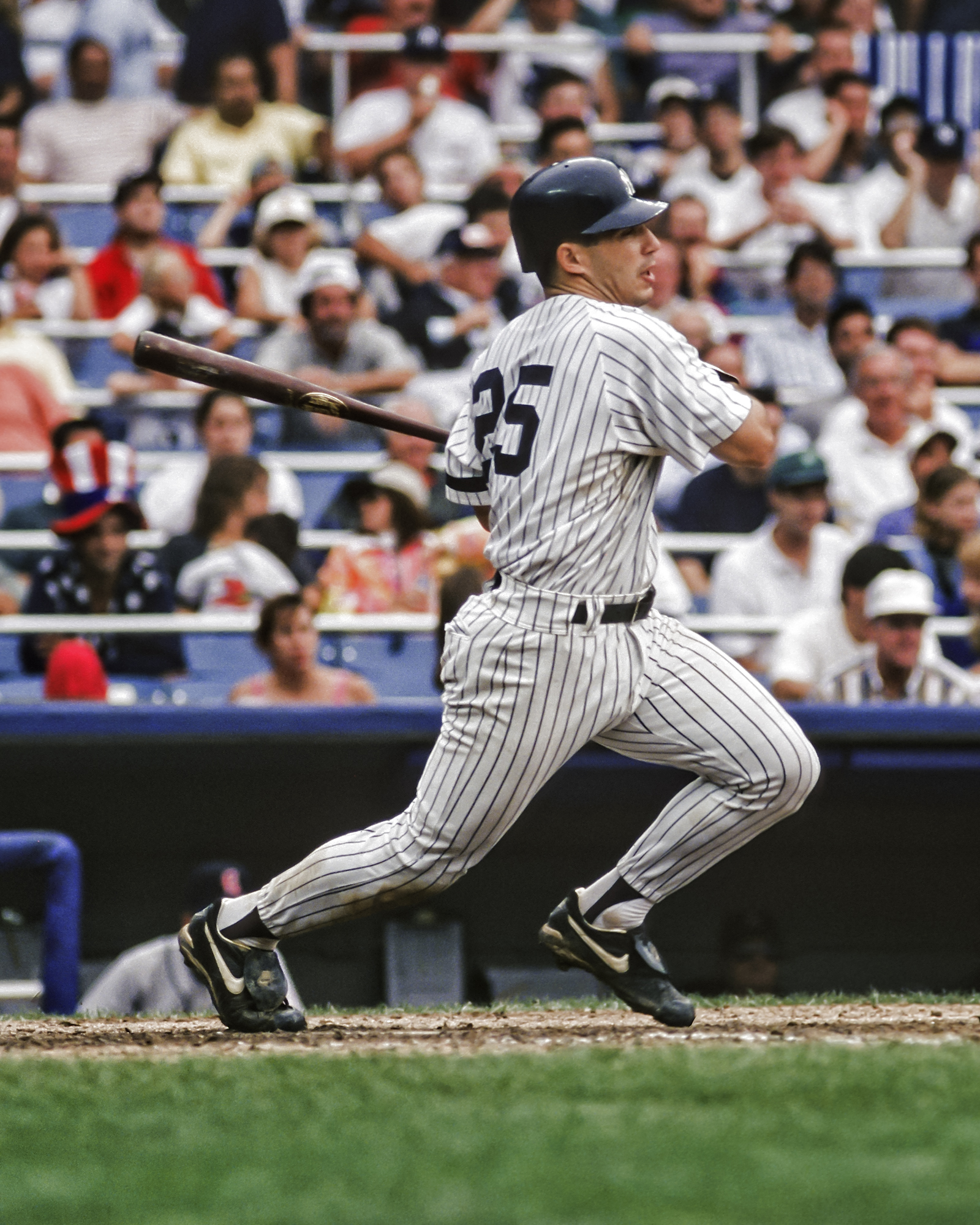
Joe Girardi comme joueur des Yankees de New York en 1996.

## Carrière de manager
En 2006, Girardi dirige les Marlins de la Floride et est nommé manager de l'année dans la Ligue nationale, un honneur qu'il reçoit après son congédiement causé vraisemblablement par une profonde mésentente avec le propriétaire de l'équipe, Jeffrey Loria.
En 2008, l'ancien receveur succède à Joe Torre à la barre des Yankees de New York. Malgré une saison gagnante, le club termine en 3e place de la division Est de la Ligue américaine.
En 2009, à la deuxième saison de Girardi comme manager des Yankees, l'équipe connaît sa meilleure saison depuis 2003 avec 103 victoires en saison régulières. New York participe à la Série mondiale.
Girardi portait le numéro d'uniforme 27 avec les Yankees en 2009, année de la 27e conquête de la Série mondiale par la franchise. Il décide de porter le numéro 28 pour la 2010, espérant amener dans le Bronx un 28e championnat.
Avec 95 gains en 2010, les Yankees concèdent le championnat de la division Est aux Rays de Tampa Bay mais se qualifient tout de même pour les éliminatoires en qualité de meilleurs deuxièmes dans la Ligue américaine. Une fois une place en séries assurée, il est critiqué en fin de saison régulière pour sa gestion de son enclos de relève. Les médias l'accusent de ne pas lutter suffisamment pour le premier rang de la division qui donnerait aux Yankees l'avantage du terrain pour les éliminatoires. Malgré l'élimination des Yankees aux mains des Rangers du Texas en Série de championnat 2010, Girardi obtient fin octobre un nouveau contrat comme manager des Yankees jusqu'à la fin de la saison 2013. 
Comme manager, Joe Giradi est reconnu pour son approche tactique du jeu, préférable selon lui aux décisions plus instinctives ou spontanées prises par d'autres gérants d'équipes.
Les Yankees alignent deux championnats de la division Est en 2011 et 2012 avec des saisons de 97 et 95 victoires, respectivement. Ils sont toutefois éliminés trois parties à deux par les Tigers de Détroit au premier tour éliminatoire la première de ces deux années. En 2012, ils franchissent non sans difficulté la première étape en triomphant des Orioles de Baltimore dans la Série de division mais retrouvent les Tigers en Série de championnat de la Ligue américaine et subissent quatre défaites en autant de rencontres. En 2013, les Yankees terminent à égalité avec Baltimore au 3e rang de la division Est et ratent les éliminatoires pour la 2e fois seulement en 19 ans. Le travail de Girardi est néanmoins salué car, aux commandes d'un club vieillissant dont un grand nombre de joueurs sont constamment blessés, il parvient à mener l'équipe à une saison de 85 victoires contre 77 défaites qui permet aux Yankees de lutter pour une place en matchs d'après-saison jusqu'à la fin septembre. Le contrat du gérant doit se terminer le 1er novembre 2013. Les rumeurs l'envoient diriger les Cubs de Chicago,, une équipe pour laquelle il a joué et située, qui plus est, dans son État natal de l'Illinois, mais le 9 octobre 2013, il signe un nouveau contrat de 4 saisons avec les Yankees de New York.
Après avoir raté les éliminatoires en 2013 et 2014, les Yankees y retournent en 2015 en se qualifiant comme meilleurs deuxièmes.
Écartés à nouveau des éliminatoires en 2016, les jeunes Yankees se qualifient en 2017 et viennent à un match d'accéder à la Série mondiale. Le contrat de Girardi vient cependant à échéance la semaine suivant l'élimination des Yankees en 7 matchs par les Astros de Houston en Série de championnat 2017, et le club annonce le 26 octobre qu'il ne sera pas de retour pour une 11e saison.
Avec 910 victoires contre 710 défaites en 10 ans, Girardi se classe 6e de l'histoire pour les matchs remportés par un gérant des Yankees.

## Bilan de manager

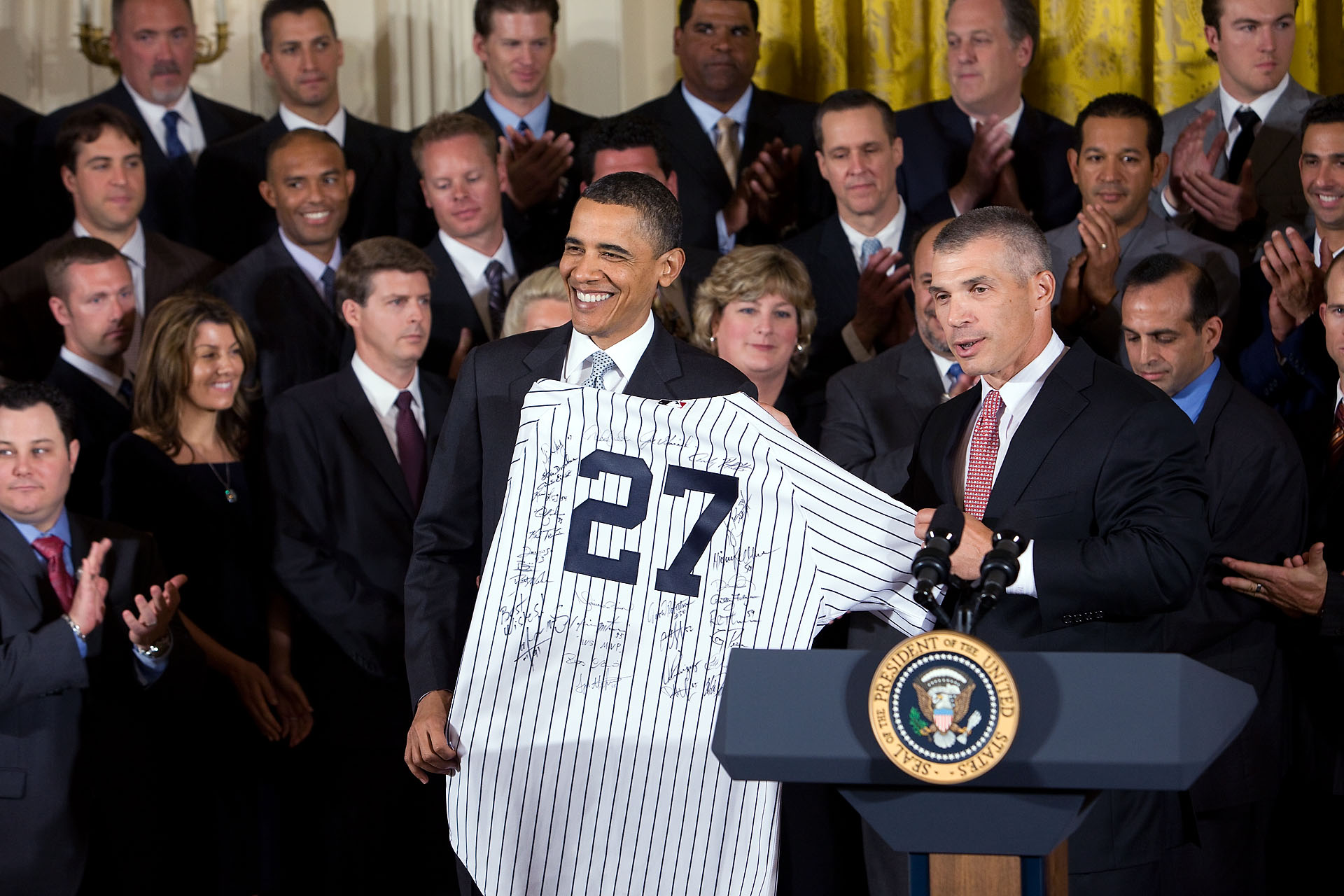
Le président des États-Unis, Barack Obama, accueille à la Maison-Blanche Joe Girardi (à droite) et les Yankees de New York, champions de la Série mondiale 2009.

| Équipe | Année  | Saison régulière | Saison régulière | Saison régulière | Saison régulière |  | Séries éliminatoires | Séries éliminatoires | Séries éliminatoires | Séries éliminatoires           |
| Équipe | Année  | Vic.             | Déf.             | % Vic.           | Place            |  | Vic.                 | Déf.                 | % Vic.               | Résultats                      |
| FLA    | 2006   | 78               | 84               | 0,481            | 4e NL Est        |  | -                    | -                    | -                    |                                |
| NYY    | 2008   | 89               | 73               | 0,549            | 3e AL Est        |  | -                    | -                    | -                    |                                |
| NYY    | 2009   | 103              | 59               | 0,636            | 1er AL Est       |  | 11                   | 4                    | 0,733                | vainqueur de la série mondiale |
| Totaux | Totaux | 270              | 216              | 0,556            |                  |  | 11                   | 4                    | 0,733                | 1 série mondiale               |